# Vivera (merk)
Vivera is een Nederlandse producent van vleesvervangers. De producten zijn grotendeels gebaseerd op plantaardige grondstoffen. De fabriek staat in de Overijsselse plaats Holten. Huidig topman van Vivera is Willem van Weede (2025), voormalig topman van concurrent Tivall (thans Garden Gourmet).

## Bedrijf
Vivera startte in 1990 als onderdeel van vleesverwerkingsbedrijf Eerste Nederlandse Keurslagers Combinatie (ENKCO), met een aparte productielijn van vegetarische en plantaardige producten. In 2017 werd Vivera zelfstandig door de verkoop van ENKCO.
In 2021 werd Vivera overgenomen door de Braziliaanse multinational JBS, het grootste vleesverwerkende bedrijf ter wereld. Op 19 april dat jaar was de overname afgerond. JBS kocht het bedrijf voor 341 miljoen euro (ruim 408 miljoen dollar). Jeroen Molenaar had in Quote had echter zijn bedenkingen bij het aanbod van Vivera van een verkoopprijs van ‘honderden miljoenen’, voor een bedrijf dat een miljoenenverlies draaide. Gelet op de omzet, waardeerde Quote de waarde eerder op 114 miljoen dollar.
Producten van Vivera worden met name verkocht in Nederland, Duitsland en Verenigd Koninkrijk. De onderneming had naar eigen zeggen in 2021 een marktaandeel van circa 60% in Europa van producten gebaseerd op plantaardig eiwit, wat mede te danken was aan uitbreiding van het assortiment bij Albert Heijn. In 2023 was er sprake van een verkoopdaling, al had het bedrijf in 2020 nog wel 30 miljoen euro geïnvesteerd in uitbreiding van de activiteiten.
In 2025 werd bekendgemaakt dat Vivera overeenstemming had bereikt voor de overname van concurrent De Vegetarische Slager. Het bedrijf wilde daarmee naar eigen zeggen “vleesvervangers groot maken”. De overname moet nog worden goedgekeurd door de Autoriteit Consument & Markt.

## Producten
Het assortiment kent drie categorieën: vegetarische, biologische en "100% plantaardige" producten. De biologische producten zijn voorzien van het EKO-keurmerk. De plantaardige producten zijn geschikt voor veganisten. De meeste producten van Vivera zijn gebaseerd op sojabonen. Andere bevatten als eiwitbron kikkererwten, mais, rijst en/of aardappelen. 